# Palazzo Pannilini Zuccantini
Palazzo Pannilini è un edificio storico di Siena situato nel Casato di Sopra, una delle vie che si aprono su Piazza del Campo.

## Storia e descrizione
L'opera architettonica fu costruita nel 1550 su disegno di Bartolomeo Neroni detto "Il Riccio" e presenta un'evidente scissione stilistica sulla base di due diversi prospetti: il primo, risalente all'esperienza gotica senese, presenta una struttura in laterizio e si sviluppa su tre piani con più esempi di Cornice marcapiano in pietra serena; il secondo appare interamente intonacato, con aperture incorniciate in travertino e arenaria. Di gran pregio sono gli affreschi settecenteschi nelle volte dei piani del palazzo, attribuiti al pittore pisano Bracci.
Nel XVIII secolo la famiglia Pannilini ereditò dagli Azzoni l'intero palazzo, che poi fu venduto nel 1929. 
Attualmente la struttura ospita abitazioni private, pertanto, risulta visitabile solo dall'esterno.